# Derveni-Krater

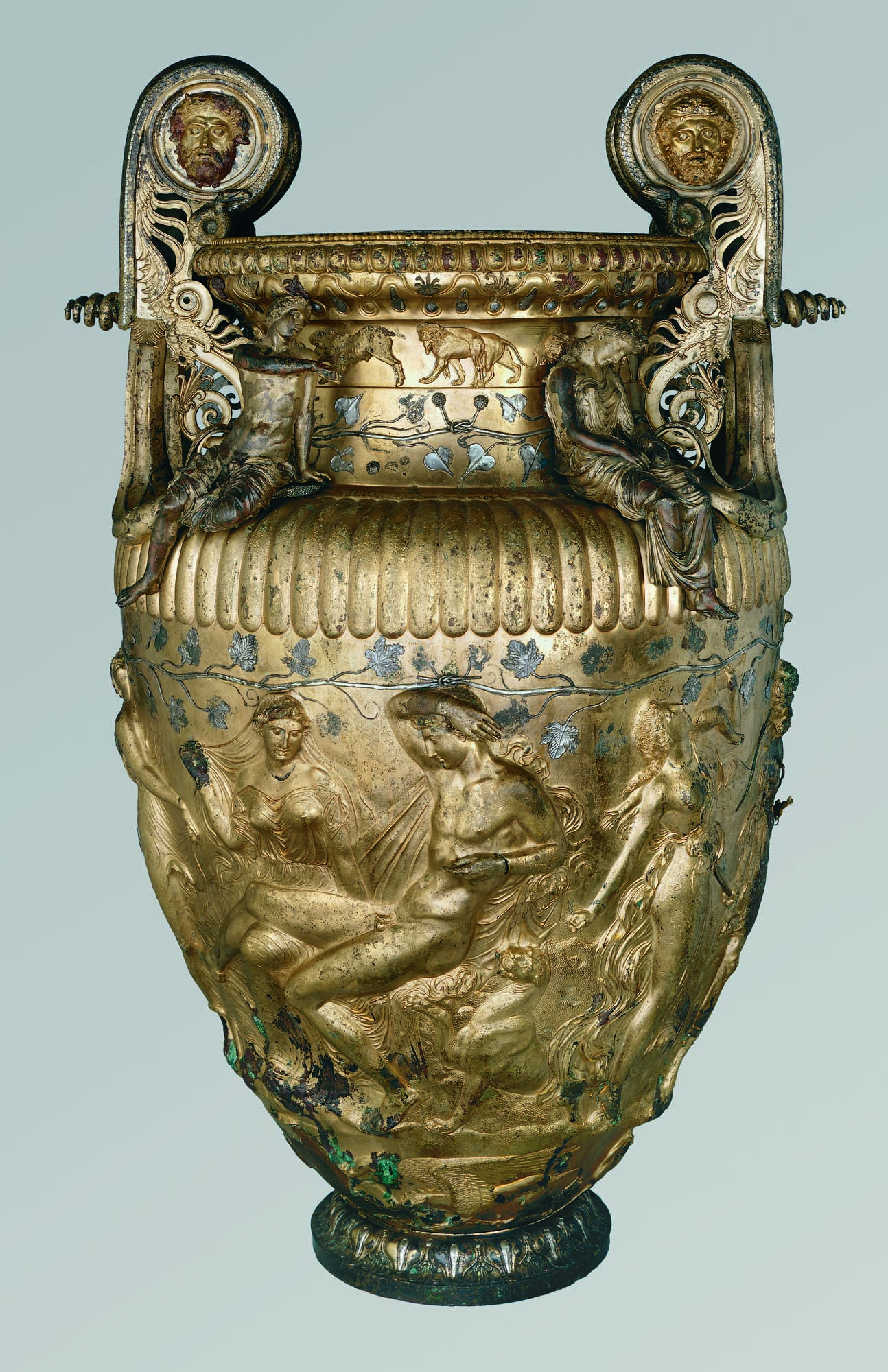
Vorderseite

Der Derveni-Krater ist ein bronzener griechischer Volutenkrater aus dem 4. Jahrhundert v. Chr. Neben dem Derveni-Papyrus ist er der bedeutsamste Fund aus den Gräbern von Derveni nördlich von Thessaloniki in Makedonien. Er ist von besonderer Größe und besonders aufwändig dekoriert. Der Krater ist mit der Darstellung eines dionysischen Thiasos geschmückt. Heute befindet er sich im Archäologischen Museum von Thessaloniki.

## Fundumstände
Der Krater wurde 1962 in Grab Β von Derveni entdeckt. Die Gräber von Derveni werden in die zweite Hälfte des 4. Jahrhunderts v. Chr. datiert. Es handelt sich bei Grab Β um das am reichhaltigsten ausgestattete, mit drei Metern Länge von besonderer Größe. Der Krater war bei seiner Auffindung von dem für ihn vorgesehenen Podest gefallen. Er enthielt die Asche eines Mannes und die einer jüngeren Frau, goldene Schmuckstücke und eine Münze Philipps II. von Makedonien, außerdem Knochen eines Schafes. Im Grab wurde eine Vielzahl von Stücken aus Bronze und Silber gefunden, darunter Waffen und Pferdegeschirr, außerdem attische Keramik. Die Fundumstände legen nahe, dass es sich bei dem Bestatteten um einen Krieger gehandelt hat, vielleicht ein Mitglied der Reiterei.

## Aufbau
Die besonders zinnreiche Bronzelegierung aus 15 Prozent Zinn und 85 Prozent Kupfer gibt dem Derveni-Krater einen hellen, goldenen Schimmer. Bei einem Gewicht von 40 Kilogramm ist der Krater bis zur Mündung fast 77 Zentimeter hoch, die Volutenhenkel ragen weitere 14 Zentimeter darüber hinaus. Die Mündungslippe mit 40 Zentimetern Durchmesser ist auf der Oberseite mit einem bronzenen Perlenkranz belegt und wird getragen von einem konvex-konkav geschwungenen Ring. Der Hals des Kraters ist leicht konkav geschwungen. Er besteht aus einer schmalen oberen und einer breiteren unteren Zone. An der Grenze der beiden Halszonen ist der separat gefertigte Mündungsteil mit dem unteren Teil des Kraters verbunden: Bei Röntgenuntersuchungen zeigte sich hier eine 12 Millimeter breite Überlappungsstelle. Der Körper des Kraters verjüngt sich in ovaler Linie über 54 Zentimeter Höhe von 51 Zentimetern im Durchmesser unterhalb der Schulter bis auf 17 Zentimeter am Boden oberhalb des glockenförmigen Fußes von 23 Zentimetern Durchmesser und 4 Zentimetern Höhe. Aufgrund der geringen Größe des Fußes vermutet Beryl Barr-Sharrar, dass ursprünglich ein gesonderter Ständer zum Krater gehörte. Die kompliziert gearbeiteten Volutenhenkel sind aus mehreren separat gegossenen Teilen aufgebaut. Mit dem Krater zusammen wurde sein Sieb gefunden; es misst 37 Zentimeter im Durchmesser. Im Inneren des Kraters fanden sich Reste einer Auskleidung aus Bienenwachs und Ton.
Röntgenuntersuchungen zeigten, dass der Krater nicht gegossen ist. Es wird angenommen, dass er durch Hämmern aus einer Bronzescheibe entstanden ist, die Reliefs durch Hämmern von der Innenseite und anschließendes nachbearbeitendes Hämmern von außen erzielt wurden, wofür der Krater in vielen Arbeitsgängen wiederholt mit Pech gefüllt und wieder entleert wurde. Nach Schätzungen waren fünf Kunsthandwerker etwa 18 Monate mit der Herstellung des Kraters beschäftigt.

## Dekor
Mündung, Hals, Fuß

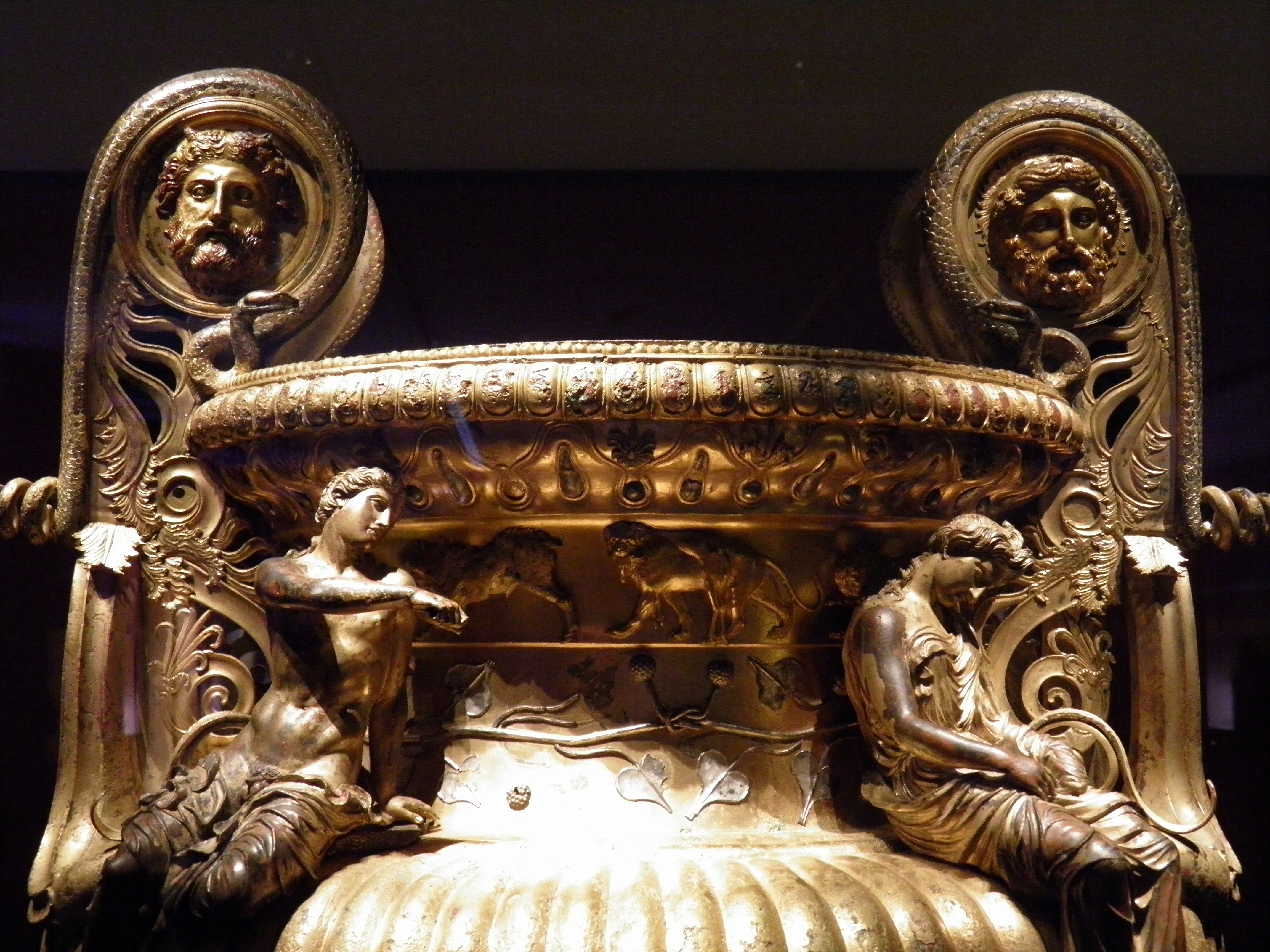
Oberteil

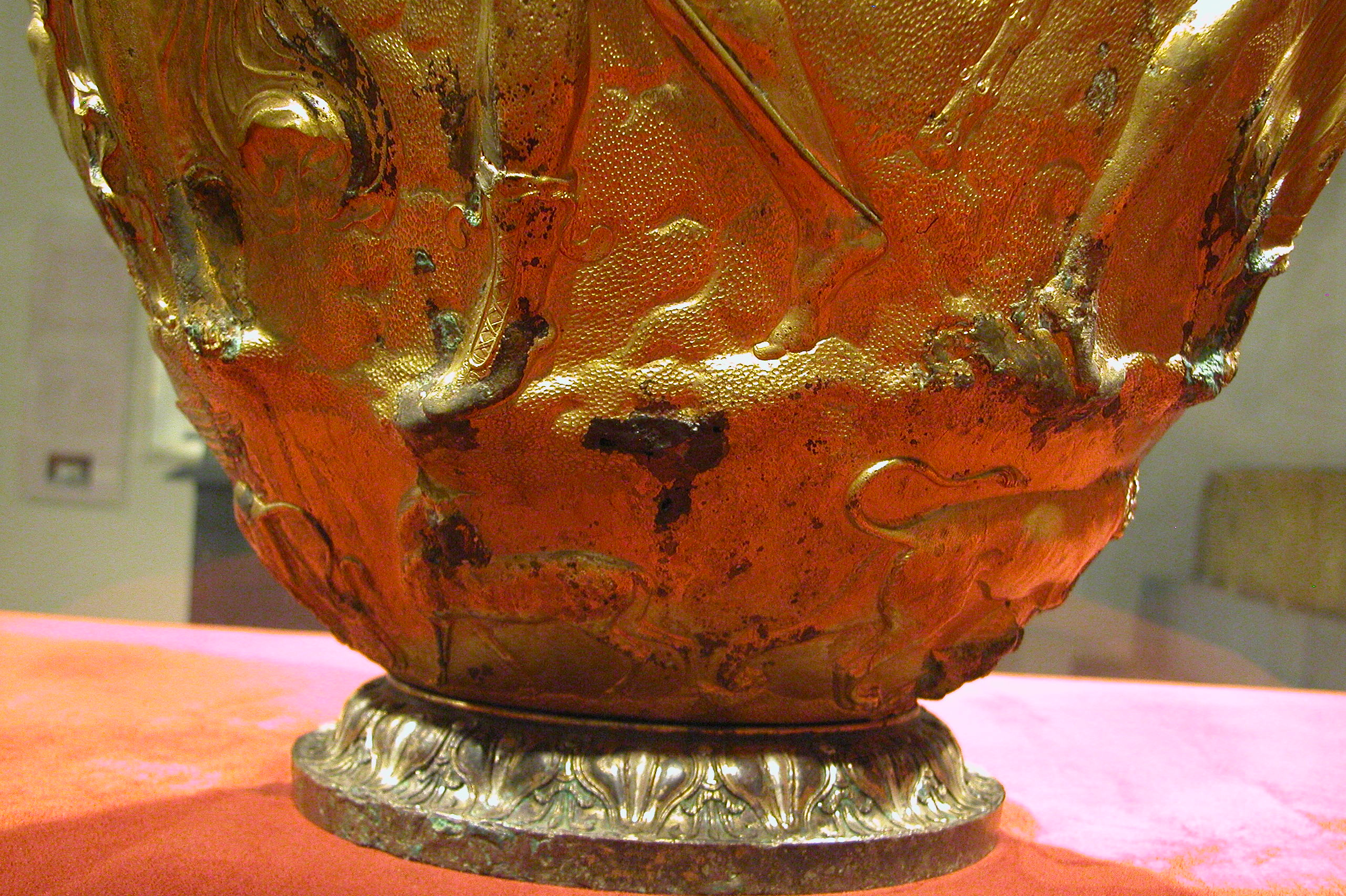
Fuß

Die Mündungslippe des Kraters ist mit einem geprägten ionischen Kyma geschmückt. Auf den Ringdarunter ist ein lesbisches Kyma graviert und mit versilberten Kupferelementen eingelegt; es ist besetzt mit einzeln gefertigten und aufgelöteten bronzenen Blumen und Palmetten. An den Stellen, an denen sie fehlen, sieht man zart eingravierte Symbole und Buchstaben, sie werden gedeutet als Merkzeichen für den Toreuten. Ebenfalls mit einem lesbischen Kyma geschmückt ist der Fuß des Kraters.
Auf der oberen, schmaleren, Zone des Halses sind zwölf separat gefertigte, in Bronze getriebene Tierfiguren appliziert. Dem Uhrzeigersinn folgend umlaufend aufgereiht sind: ein Löwe, im Maul ein erlegtes Reh tragend, ein Eber, ein Panther, zwei Greife, ein Hirsch, ein weiterer Panther, ein weiterer Hirsch, auf den Vorderläufen kniend, dann ein dritter Panther, die Pranke erhebend, ein Widder, ein Hirschkalb und eine Löwin. Die untere, breitere Zone des Halses ist belegt mit zwei aufgelöteten silbernen Efeuranken, die auf Vorder- und Rückseite des Kraters verknotet sind und in Beeren enden. Die Schulter des Kraters ist mit getriebenen Zungen geschmückt.
Gefäßkörper

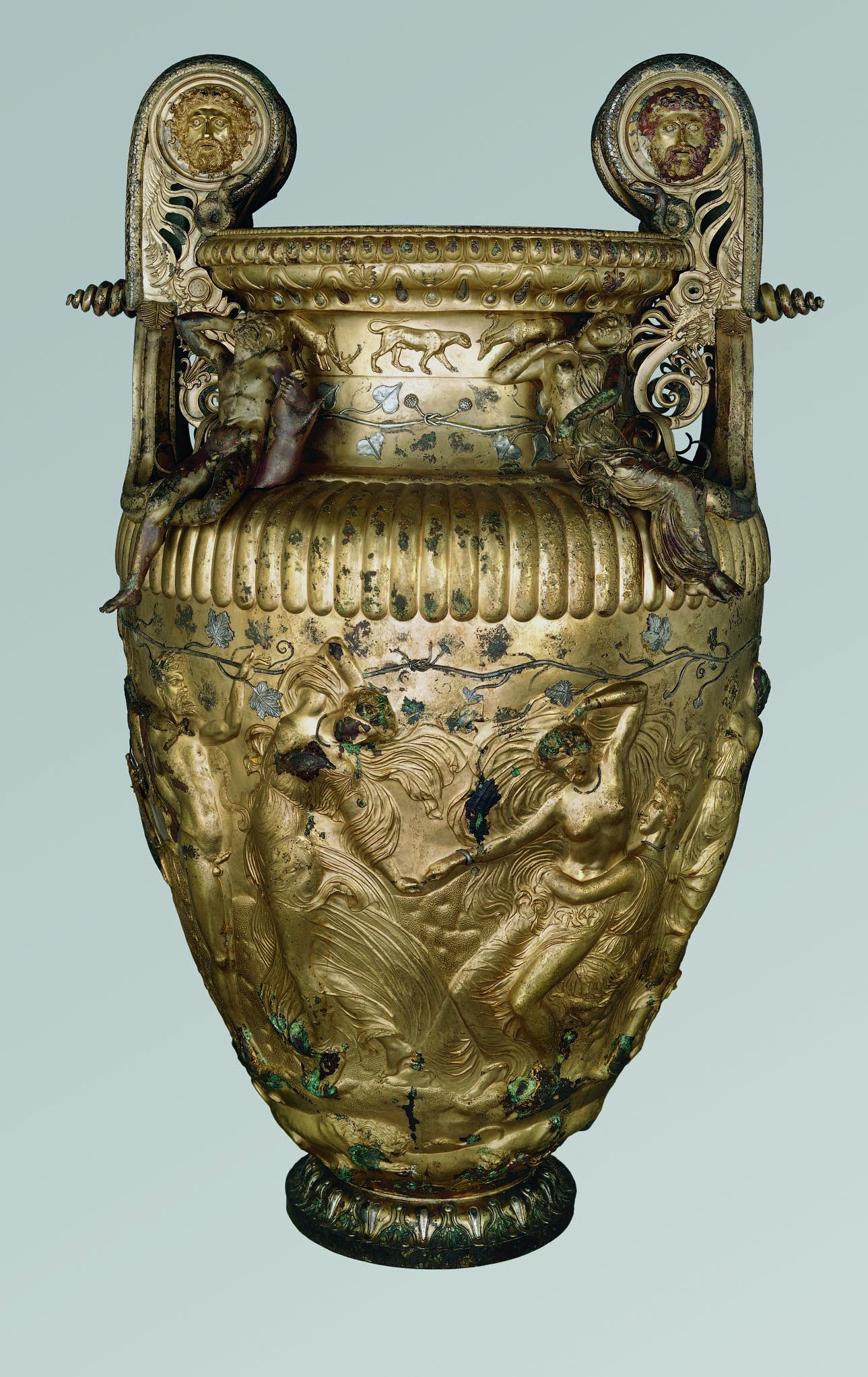
Rückseite

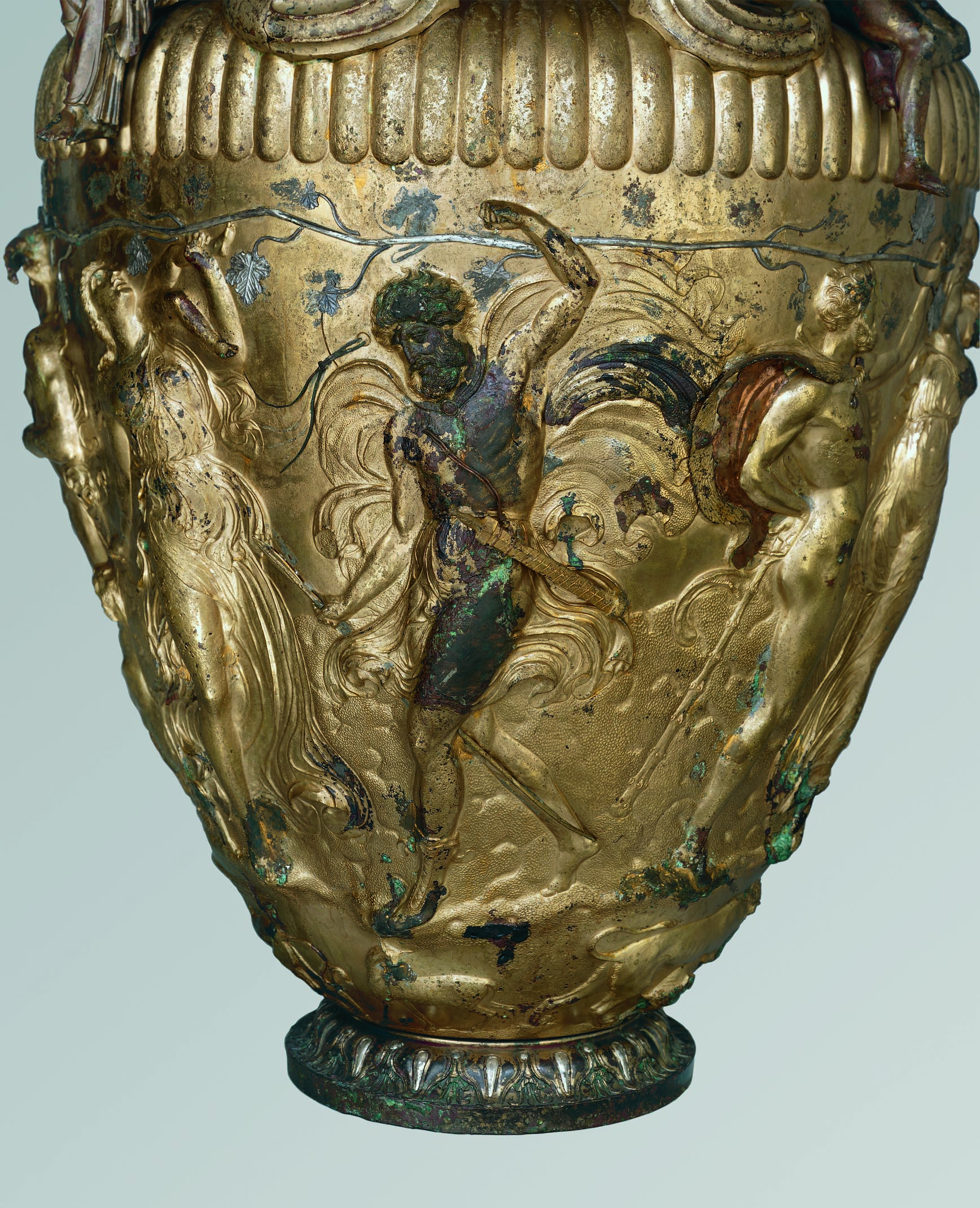
Der "Einschuhige", Monokrepis

Der umlaufende Fries auf dem Körper des Kraters ist als Relief getrieben und zeigt einen dionysischen Thiasos. Auf der Vorderseite des Kraters sitzt Dionysos nackt auf einem von seinem Mantel bedeckten Felsen, den rechten Arm über den Kopf gelegt, der Panther, sein Begleiter in der Mythologie, sitzt zu seinen Füßen und erhebt die Pranke. Links neben Dionysos sitzt Ariadne; er hat sein rechtes Bein über ihren Schoß gelegt. Im Uhrzeigersinn um den Krater umlaufend sind als weitere Figuren zunächst zu sehen: Zwei Mänaden in ekstatischem Tanz auseinanderstrebend; ein Reh, das sie, es je an einem Bein haltend, tragen, hängt zwischen ihnen. Über dem Reh ist der linke Henkel angebracht. Es folgen, auf der Rückseite des Kraters zu sehen, zwei Mänaden – die eine, trunken oder erschöpft, halbnackt auf den Schoß der anderen sinkend, die sie mit dem linken Arm hält. Links davon tanzt eine weitere Mänade in Ekstase, gemeinsam mit der erschöpften rechts von ihr einen Gegenstand haltend, von dem nur noch Reste der Silbereinlage erhalten sind. Vor der linken Mänade steht ein Satyr in gestreckter aufrechter Haltung, sein Phallus ist erigiert, seine Linke zu einer Geste erhoben. Unter dem rechten Henkel schreitet ein bärtiger Mann einen Abhang hinunter. Sein rechter Fuß ist nackt, während er am linken, vorangesetzten, einen Stiefel trägt. Er hat ein kurzes Gewand an, ähnlich einem Rock, das seinen Oberkörpers frei lässt und einen Umhang – Chiton und Chlamys. Er trägt einen Speer in der Rechten, die Linke ist über seinen Kopf erhoben. Die Benennung dieser Figur, in der wissenschaftlichen Literatur der "Einschuhige" (altgriechisch μονοκρήπις, Monokrepis) genannt, ist bisher nicht eindeutig geklärt. Vermutet wurden Pentheus oder Lykurg, auch weitere Deutungen wurden erwogen: Von Iason wird eine Episode erzählt, in der er einen Schuh beim Durchwaten eines Flusses verlor. In Magnesia in Thessalien zog man nur einen Schuh an, wollte man auf schwierigem Gelände besseren Halt finden. Adolf Greifenhagen vermutet im Monokrepis des Derveni-Kraters den Bestatteten, der im Jenseits teilhat am Thiasos. Die letzte Figur des Frieses schließlich, wieder auf der Vorderseite des Kraters, allerdings von Dionysos und Ariadne abgewandt und dem Bärtigen ohne rechten Schuh zugewandt, ist wieder eine Mänade, über ihrer linken Schulter trägt sie ein kleines Kind, das sie am Fußgelenk hält.
Unterhalb des beschriebenen Hauptfrieses liegt eine schmale Zone, in der wie bereits am Hals des Kraters, Tiere dargestellt sind: Zwei Greife mit erbeutetem Reh, Löwe und Panther mit einem erlegten Bullen, sowie ein Hirschkalb.
Statuetten auf der Gefäßschulter

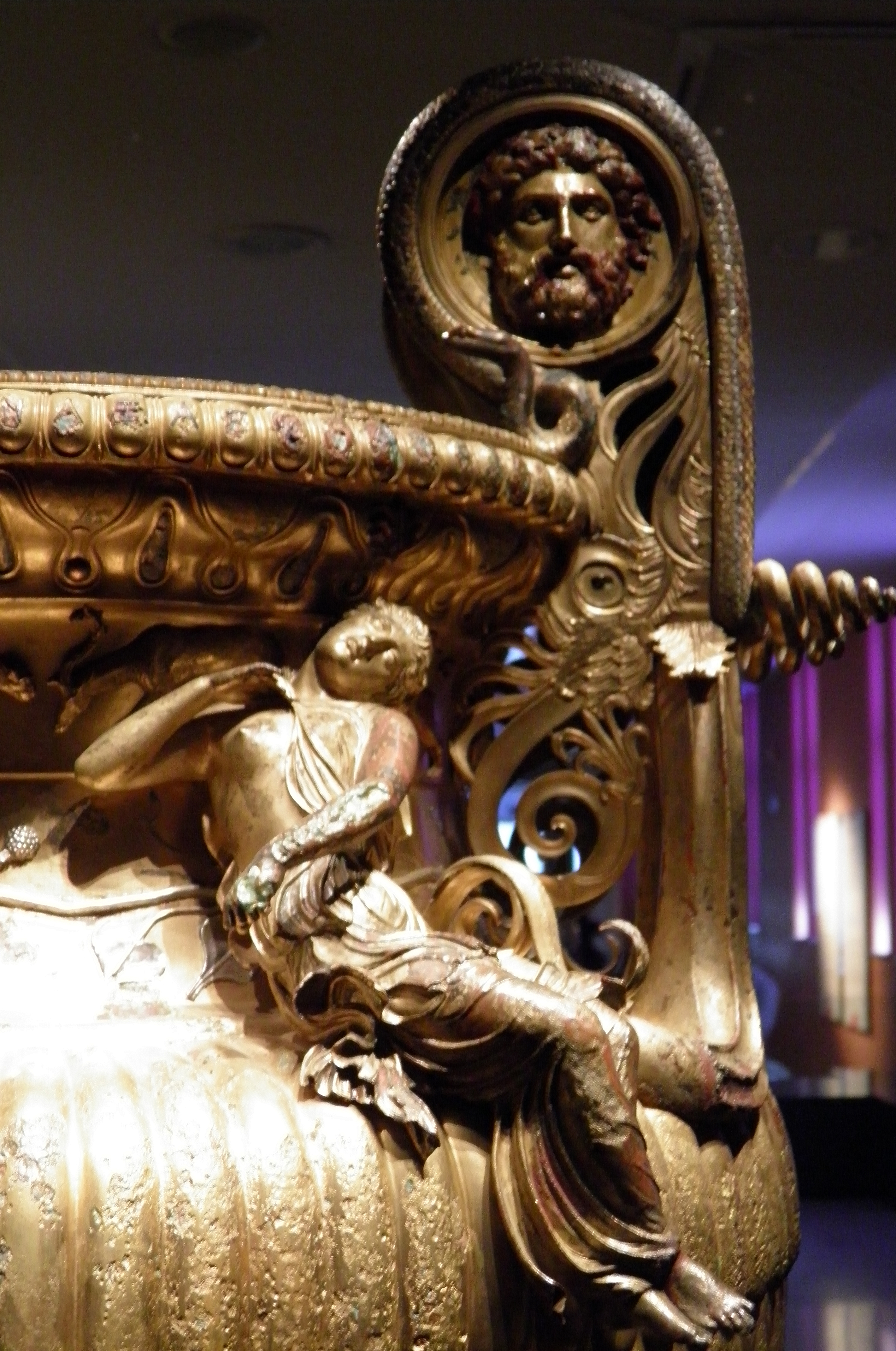
Henkel und Statuetten auf der Schulter

Zum Schmuck des Kraters gehören vier separat gegossene Bronzefiguren, sie sitzen auf der Schulter des Kraters, jeweils zu beiden Seiten der Henkel. Die Figuren sind jeweils 20 cm hoch und etwa anderthalb Kilogramm schwer. An der Vorderseite sitzt links Dionysos, sein rechtes Bein über das linke geschlagen. Er hat einen Arm in Richtung einer am anderen Henkel sitzenden Mänade ausgestreckt, wie um ihr einen (heute nicht mehr vorhandenen) Gegenstand zu reichen. Die Mänade hält ihren Kopf gesenkt und die Augen geschlossen. An der Rückseite ist links ein Satyr angebracht, halb liegend, die rechte Hand hält seinen Kopf, in der anderen hat er einen Weinschlauch. Eine Mänade sitzt am anderen Henkel, halb entblößt, in verrenkter Haltung. Reste von Silber an ihrem Arm deuten auf einen einst dort angebrachten jetzt verlorenen Gegenstand hin, vielleicht eine Schlange, wie Barr-Sharrar vermutet.
Volutenhenkel
Die Volutenhenkel sind aus mehreren separat gegossenen Teilen aufgebaut. Wenn auch die Henkel des Derveni-Kraters deutlich komplexer gearbeitet sind, wird doch dem Schema der Henkel an den übrigen bekannten bronzenen Volutenkrateren aus klassischer Zeit im Wesentlichen gefolgt, mit Abwandlungen oder Uminterpretationen im Detail: Das Rankenwerk aus zwei gegenläufigen Spiralen unterhalb der Volute findet sich auch beim Dervenikrater, jedoch durch üppigen Palmettenschmuck teilweise überwuchert.
Jeweils eine mit Silbereinlagen geschmückte Schlange folgt beim Derveni-Krater dem äußeren Rand des Henkelwulstes zu beiden Seiten des Volutenhenkels, ihre Windungen ersetzen einfache Spiralen, wie sie bei den anderen bronzenen Volutenkrateren dieser Zeit zu finden sind: Die kleine Spirale, die bei den Bronzekrateren dieser Zeit die Verbindung von Volute und Gefäßmündung herstellt, wird beim Derveni-Krater durch eine Windung der Schlange gebildet, die den Kopf danach noch einmal in die Gegenrichtung reckt. Am Ansatz zum Horizontalhenkel, wo sich bei bronzenen Volutenkrateren bereits seit archaischer Zeit der Henkelwulst seitwärts aufrollt, rollt sich beim Derveni-Krater der Schwanz der Schlange, also nur der äußere Rand des Henkelwulstes, korkenzieherartig nach außen. Die Voluten der Henkel sind mit Masken bärtiger Männer abgedeckt, eine Ausschmückung, die sich an den übrigen Bronzekrateren aus klassischer Zeit nicht findet, wenn auch einzeln aufgefundene, ähnliche Masken als Teile von Volutenkrateren gedeutet wurden. Barr-Sharrar deutet die Männerköpfe als Darstellungen von Acheloos, Dionysos, Hades und Herakles.

## Inschrift
Das ionische Kyma der Kraterlippe trägt in silbernen eingelegten Buchstaben die Inschrift ΑΣΤΙΟΥΝΕΙΟΣ ΑΝΑΞΑΓΟΡΑΙΟΙ ΕΣ ΛΑΡΙΣΑΣ (im thessalischen Dialekt des Altgriechischen: Ἀστιούνειος Ἀναξαγοραίοι ἐς Λαρίσας), übersetzt Astineios (Sohn) des Anaxagoras aus Larisa. Die Einlagen der Inschrift im ionischen Kyma sind sehr flach und einfach im Vergleich zu den aufwändigen Einlagen am lesbischen Kyma darunter, wodurch man vermuten kann, dass die Widmung nachträglich angebracht wurde. Ungeklärt ist in jedem Falle, ob der Genannte ein Vorbesitzer des Kraters, vielleicht ein Vorfahr des Bestatteten oder der Bestattete selbst ist.